# McClellanville
McClellanville est une ville américaine située dans le comté de Charleston et dans l’État de Caroline du Sud.

## Traduction
- (en) Cet article est partiellement ou en totalité issu de l’article de Wikipédia en anglais intitulé « McClellanville, South Carolina » (voir la liste des auteurs).